# Atotonilco el Grande
Atotonilco el Grande (del náhuatl: Huei-Atotonilco ‘En las aguas termales’) es una localidad mexicana, cabecera del municipio de Atotonilco el Grande en el estado de Hidalgo.

## Historia
En 1868 su cabecera de distrito judicial se ubicaba en el municipio de Huasca de Ocampo. En 16 de enero de 1869, la población de Atotonilco el Grande fue elevado a la categoría de cabecera municipal. Ratificándose el 21 de mayo de 1870 en la primera Constitución Política del Estado de Hidalgo.

## Geografía
Se encuentra entre la Comarca Minera y la Sierra Baja, le corresponden las coordenadas geográficas 20°17′28″ de latitud norte y 99°40′ 14'” de longitud oeste, con una altitud de 2040 m s. n. m. Se encuentra ubicada a 37 kilómetros de Pachuca de Soto, enclavado en la sierra de Pachuca.
En cuanto a fisiografía, se encuentra dentro de la provincia de la Eje Neovolcánico dentro de la subprovincia de Llanuras y Sierras de Querétaro e Hidalgo; su terreno es de llanura y sierra. En lo que respecta a la hidrografía se encuentra posicionado en la región Panuco, dentro de la cuenca del río Moctezuma, en los límites de las subcuencas del río Metztitlán y río Amajac.

### Clima
Cuenta con un clima templado subhúmedo con lluvias en verano, de humedad media; registra una temperatura promedio de 12 °C entre 20 °C, una precipitación  anual promedio de 400 a 1100 mm.
| Parámetros climáticos promedio de Atotonilco el Grande | Parámetros climáticos promedio de Atotonilco el Grande | Parámetros climáticos promedio de Atotonilco el Grande | Parámetros climáticos promedio de Atotonilco el Grande | Parámetros climáticos promedio de Atotonilco el Grande | Parámetros climáticos promedio de Atotonilco el Grande | Parámetros climáticos promedio de Atotonilco el Grande | Parámetros climáticos promedio de Atotonilco el Grande | Parámetros climáticos promedio de Atotonilco el Grande | Parámetros climáticos promedio de Atotonilco el Grande | Parámetros climáticos promedio de Atotonilco el Grande | Parámetros climáticos promedio de Atotonilco el Grande | Parámetros climáticos promedio de Atotonilco el Grande | Parámetros climáticos promedio de Atotonilco el Grande |
| Mes                                                    | Ene.                                                   | Feb.                                                   | Mar.                                                   | Abr.                                                   | May.                                                   | Jun.                                                   | Jul.                                                   | Ago.                                                   | Sep.                                                   | Oct.                                                   | Nov.                                                   | Dic.                                                   | Anual                                                  |
| ------------------------------------------------------ | ------------------------------------------------------ | ------------------------------------------------------ | ------------------------------------------------------ | ------------------------------------------------------ | ------------------------------------------------------ | ------------------------------------------------------ | ------------------------------------------------------ | ------------------------------------------------------ | ------------------------------------------------------ | ------------------------------------------------------ | ------------------------------------------------------ | ------------------------------------------------------ | ------------------------------------------------------ |
| Temp. máx. abs. (°C)                                   | 29.0                                                   | 32.0                                                   | 34.0                                                   | 39.0                                                   | 36.0                                                   | 34.0                                                   | 29.0                                                   | 27.5                                                   | 28.0                                                   | 30.0                                                   | 30.0                                                   | 30.5                                                   | 39.0                                                   |
| Temp. máx. media (°C)                                  | 20.1                                                   | 21.9                                                   | 24.8                                                   | 26.4                                                   | 26.5                                                   | 23.9                                                   | 22.3                                                   | 22.3                                                   | 21.1                                                   | 20.4                                                   | 20.5                                                   | 20.3                                                   | 22.5                                                   |
| Temp. media (°C)                                       | 6.1                                                    | 7.0                                                    | 9.1                                                    | 11.2                                                   | 12.6                                                   | 13.0                                                   | 12.4                                                   | 12.4                                                   | 12.4                                                   | 10.3                                                   | 8.3                                                    | 6.7                                                    | 10.1                                                   |
| Temp. mín. media (°C)                                  | 6.1                                                    | 7.0                                                    | 9.1                                                    | 11.2                                                   | 12.6                                                   | 13.0                                                   | 12.4                                                   | 12.4                                                   | 12.4                                                   | 10.3                                                   | 8.3                                                    | 6.7                                                    | 10.1                                                   |
| Temp. mín. abs. (°C)                                   | -4.0                                                   | -2.0                                                   | -3.0                                                   | 2.0                                                    | 1.0                                                    | 3.0                                                    | 2.0                                                    | 4.0                                                    | 2.0                                                    | 1.0                                                    | -1.0                                                   | -4.0                                                   | -4.0                                                   |
| Precipitación total (mm)                               | 10.3                                                   | 14.2                                                   | 14.8                                                   | 36.6                                                   | 56.5                                                   | 118.0                                                  | 125.6                                                  | 135.5                                                  | 171.1                                                  | 80.8                                                   | 17.4                                                   | 6.5                                                    | 787.3                                                  |
| Días de lluvias (≥ 0.1)                                | 2.9                                                    | 3.6                                                    | 3.5                                                    | 6.5                                                    | 8.5                                                    | 13.2                                                   | 16.2                                                   | 15.1                                                   | 17.2                                                   | 11.1                                                   | 5.1                                                    | 2.6                                                    | 105.5                                                  |
| Fuente: Servicio Meteorológico Nacional. 2015          |                                                        |                                                        |                                                        |                                                        |                                                        |                                                        |                                                        |                                                        |                                                        |                                                        |                                                        |                                                        |                                                        |

## Demografía
De acuerdo con el Censo de Población y Vivienda 2020 del INEGI; la localidad tiene una población de 8417 habitantes, lo que representa el 27.93 % de la población municipal. De los cuales 4156 son hombres y 4501 son mujeres; con una relación de 86.46 hombres por 100 mujeres.
Las personas que hablan alguna lengua indígena, es de 38 personas, alrededor del 0.45 % de la población de la ciudad. En la ciudad hay 89 personas que se consideran afromexicanos o afrodescendientes, alrededor de1.06 % de la población de la ciudad.
De acuerdo con datos del censo INEGI 2020, unas 6978 declaran practicar la religión católica; unas 760 personas declararon profesar una religión protestante o cristiano evangélico; 9 personas declararon otra religión; y unas 660 personas que declararon no tener religión o no estar adscritas en alguna, pero ser creyentes.
| Gráfica de evolución demográfica de Atotonilco el Grande entre 1900 y 2020                   |
|                                                                                              |
| Población de los censos y conteos del Instituto Nacional de Estadística y Geografía (INEGI). |

## Economía
La localidad tiene un grado de marginación bajo y un grado de rezago social muy bajo.